# أوزيريس

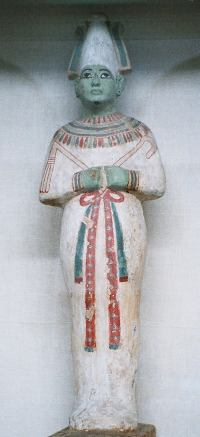
المتحف المصري بالقاهرة.

أوزيريس إله البعث والحساب وهو رئيس محكمة الموتى عند قدماء المصريين، من آلهة التاسوع المقدس الرئيسي في الديانة المصرية القديمة، وهو الإله الوحيد الذي نافس عبادة الإله رع. طبقا للأسطورة الدينية المصرية القديمة كان أوزوريس أخا لإيزيس ونيفتيس وست، وتزوج من إيزيس. وأبوهما هما جب إله الأرض ونوت إلهة السماء، وتقول الأسطورة المصريّة القديمة إن "أوزيريس" هو أول ملك مصريّ حكم في عصور ما قبل التاريخ. كانت زيدو مدينته المُقدّسة، وأخذت اسمها من تعويذته. أمّا عن ضفاف الأنهار فكان أوزوريس سيد الفيضانات، والخضرة، وسيد وحاكم الموتى. اختلطت عبادته في عبيدوس بعبادات أخرى حيث ساد الاعتقاد أن رأسه دُفِنَت هناك. وسبب ذلك أن الآلهة المصرية لم يكُن لها مكان مخصص للسكن مثل الأوليمبوس عند الإغريق.
اسم اوزيريس باللغات القديمة
اسمه الحقيقي بالهيروغليفي اودير/اوزير[بحاجة لدقة أكثر] وبالعربي اوديريس[بحاجة لمصدر] وبالكنعانية عزير[بحاجة لمصدر]، وقد كتب ابن كثير عن تطابق بينه وبين ادريس عليه السلام في كتابه الشهير[بحاجة لمصدر].
شعاره الفلكي .
وكان شعارة النجمة الخماسية نجمة البحر وليست الهندسية الشكل والتي تظهر بكثرة علي الشواطئ المصرية وقت الفيضان وبداية السنة المصرية الزراعية لارتباطه بالخير والزراعة وايضا من علمهم التقاويم القمرية للعبادات والشمسية للمعاملات والرزع  واعتبرت النجمة تميمة يتبرك بها اتباع مذهبه من المصرين خاصة في علوم الفلك والكهنة الميقاتين القائمين علي خدمه الاهرامات والمعابد لرصد حركة النجوم لاقامه الاحتفالات الدينية واعياد الحب سد اليوبيل الملكي.

## حكاية أوزيريس
حسب الأسطورة المصرية، قتله أخوه الشرير ست، رمز الشر حيث قام بعمل احتفالية عرض فيها تابوت رائع، قام الحاضرون بالنوم فيه لكنه لم يكن مناسبا إلا لأوزيريس ومن ثم ألقاه ست في نهر النيل وقطع أوصاله ورمى بها إلى أنحاء متفرقة من وادي النيل. بكت أيزيس وأختها عليه كثيرا وبدأت أيزيس رحلتها بحثا عن أشلاء زوجها ؛ وفي كل مكان وجدت فيه جزء من جسده بنى المصريين المعابد مثل معبد أبيدوس الذي يؤرخ لهذه الحادثة، وموقع المعبد أقيم في العاصمة الأولى لمصر القديمة (أبيدوس)، حيث وجدت رأس أوزيريس وفي رسومات المعبد الذي أقامه الملك سيتي الأول أبو رمسيس الثاني الشهير ؛ تشرح التصويرات الجدارية ما قامت به إيزيس من تجميع لجسد أوزيريس ومن ثم عملية المجامعة بينهما لتحمل ابنهما الإله حورس الذي يتصدى لأخذ ثأر أبيه من عمه ، وبسبب انتصاره على الموت وُهب أوزيريس الحياة الأبدية والألوهية على العالم الثاني.

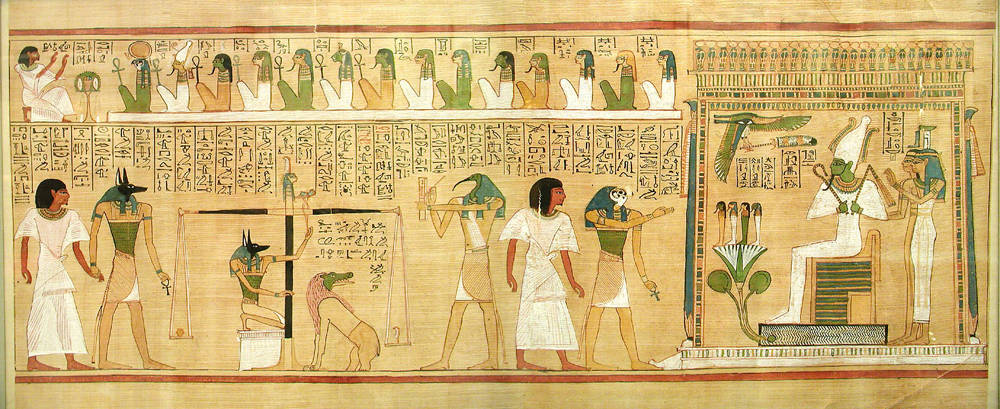
صورة 3: محاسبة الميت أمام أوزوريس ، الإله توت يسجل بالقلم نتيجة الميزان، والوحش الخرافي «عمعموت» يقف مستعدا لالتهام الميت وقلبه إذا كان كاذبا مجرما في حياته. يقف الأربعة أبناء لحورس أمام أوزوريس على زهرة اللوتس.(Papyrus of Hunefer (الأسره التاسعة عشر) في المتحف البريطاني).

## أوزوريس يحاسب الموتى
أنجب حورس أربعة أبناء، هم: «حابي» و«أمستي» و«دواموتف» (ومعناه «حامي أمه») و «قبح سنوف» (ومعناه «عاطي الشراب لأخيه»). توجد في كتاب الموتى عادة صورة لأوزوريس جالسا على عرش في الآخرة وإلى خلفه تستند إليه أختاه إيزيس ونيفتيس، وأمامه أبناء ابنه حورس الأربعة الصغار يساعدوه في حساب الميت.
وكان تصور المصري القديم أن حورس سوف يأتي بالميت بعد نجاحه في اختبار الميزان ويقدمه إلى أوزوريس، ويُعطى ملبسا جميلا ويدخل الحديقة «الجنة». قبل ذلك لا بد من أن تتم عملية وزن أعمال الميت في الدنيا عن طريق وضع قلبه في إحدى كفتي الميزان وتوضع في كفة الميزان الأخرى ريشة ماعت، رمز «العدالة والأخلاق السوية». فإذا كانت الريشة أثقل من قلب الميت، فمعنى ذلك أن الميت كان طيبا في حياته وعلى خلق كريم فيأخذ ملبسا جميلا ويدخل حديقة «الجنة» ليعيش فيها راضيا سعيدا. وأما إذا ثقل قلب الميت عن وزن الريشة فمعناه أنه كان في حياته جبارا عصيا. عندئذ يُلقى بالقلب وبالميت إلى حيوان خرافي يكون واقفا بجوار الميزان - اسمه عمعموت؛ رأسه رأس تمساح وجسمه جسم أسد وجزئه السفلي من فرس النهر - فيلتهمه هذا الحيوان على التو وتكون تلك هي نهايته الأبدية (انظر الصورة 3 أسفله).

### الإله ابن اوي
الإله أوزيريس حنط بواسطة الإله أنوبيس فصار إله التحنيط عند القدماء، ويعتبر انوبيس هو الابن المجهول لاوزير /اوزيريس واسمه الحقيقي بالهيروغليفية انبو =ابن اوي في الطبيعة المصرية القديمة.
وهو القائم علي الميزان الأخروي بالمحكمة الاوزيرية، أما أبوه الحقيقي بعد أن قام بعملية التطهير وطقوس فتح الفم ولف المومياء بشفائها الكتانية، علاوة علي كونه كاتم الأسرار.
| E10 | nb | Dd | niwt | Dd |

| E10 | nb | Dd | niwt | Dd |

## اقرأ أيضا
- إيزيس
- نيفتيس
- اسطورة إيزيس وأوزوريس
- ست
- حورس
- جب
- نوت
- كتاب الموتى
- نصوص الأهرام